# Alberto Ghilardi
Alberto Ghilardi (Roma, 25 agosto 1909 – Roma, 30 giugno 1971) è stato un pistard e ciclista su strada italiano.
Nel 1932 da dilettante vinse la medaglia d'oro olimpica nell'inseguimento a squadre ai Giochi di Los Angeles in quartetto con Marco Cimatti, Nino Borsari e Paolo Pedretti, battendo il Canada in semifinale e la Francia in finale. Fu poi attivo come indipendente dal 1933 al 1936, vincendo nel 1934 il Gran Premio dei Cesari in due tappe a pari merito con Mario Cipriani.

Alberto Ghilardi con la sua bicicletta

## Palmarès

### Pista
- 1932 (Dilettanti)

Giochi olimpici, Inseguimento a squadre (con Marco Cimatti, Nino Borsari e Paolo Pedretti)

### Strada
- 1934 (A.S. Roma)

2ª tappa Gran Premio dei Cesari (Foligno > Roma)
Classifica generale Gran Premio dei Cesari (ex aequo con Mario Cipriani)